# 2011年8月

## 8月1日
- 科学家在中国发现重量为500公斤的椭圆嗜蓝孢孔菌子实体，为迄今发现的世界最大的真菌子实体。[1]
- 澳門新巴士經營模式開始實施，維澳蓮運投入服務。

## 8月2日
- 美国总统贝拉克·奥巴马签署提高美国债务上限和削减赤字法案，使美国债务危机得以解决。[2]

## 8月4日
- 美国航空航天局宣布，根据火星勘测轨道飞行器的观测结果，火星在温暖的月份里，其表面可能存在流动的液态水。[3]

## 8月5日
- 美国航空航天局朱诺号探测器在佛罗里达州卡纳维拉尔角空军基地由阿特拉斯5型运载火箭搭载升空，前往木星轨道。[4]
- 标准普尔宣布将美国的长期主权信用评级从AAA调降至AA+。[5]
- 两天来，全球股市大跌。8月4日，道指跌幅达到4.3%，标普和纳斯达克分别下跌4.78%和5.08%，创下2008年次貸危機以来之最。当天，德国、法国、英国的股指跌幅均在3%—4%之间。8月5日，亚太股市受其影响也一路走跌。[6]
- 泰国国会下议院选举为泰党领导人英拉·西那瓦为新一届政府总理。英拉·西那瓦当选泰国首位女总理。[7]

## 8月6日
- 数百名年轻人在伦敦城北托特纳姆区示威，抗议一名英国男子两天前遭警方枪击身亡。示威活动夜间演变为暴力事件。[8]

## 8月8日
- 8月6日晚开始于伦敦北部托特纳姆的街头骚乱呈现蔓延趋势，伦敦、伯明翰和利物浦等多处城市发生持续数日的暴力骚乱，至少有215人被逮捕，35名警察受伤。[9]

。
- 沙烏地阿拉伯、科威特和巴林相继召回驻叙利亚大使。就在来自阿拉伯世界的压力骤升之际，叙利亚政府撤换了国防部长。[11]

## 8月10日
- 中国首艘航母完成改装，进行出海航行试验。[12]。
- 韩国称朝鲜军队在延坪岛附近海上进行炮击。朝鲜表示，朝鲜当天在邻近“西海5岛”的黄海南道一带为建设大型人民生活设施而进行正常爆破作业。[13]
- 苹果公司的市值超过石油巨头埃克森美孚，成为全世界最具价值的公司。[14][15]
- 德国一家法院针对苹果公司起诉三星公司侵犯知识产权一案，对三星Galaxy Tab 10.1平板电脑作出禁止在除荷兰之外的欧盟成员国销售的临时禁令。[16]

## 8月12日
- 比利时、法国、意大利和西班牙四个国家开始禁止金融股的卖空，这个协调一致的尝试是为了给饱受谣传和借债成本上升打击而陷入恐慌的市场恢复信心。 [17]
- 意大利政府出台新一轮财政紧缩方案，计划两年内削减开支455亿欧元，以巩固财政，重塑市场信心，避免债务危机蔓延到本国。[18]
- 美国科学家在一具双臼椎龙化石体内发现了双臼椎龙的胚胎，首次证实双臼椎龙是卵胎生动物。[19][20]
- 第26届世界大学生夏季运动会在中国广东省深圳市深圳湾体育中心开幕，共有来自152个国家和地区近8000名运动员参加。[21]
- 科学家通过开普勒太空望远镜发现已知最黑暗的行星TrES-2b，其对光线的反照率少于1%。[22]

## 8月14日
- 中国羽毛球队于英国伦敦举行的第19届世界羽毛球锦标赛中，囊括全部五项冠军，这是继1987和2010年之后第三个大满冠[23]。

## 8月15日
- 谷歌宣布以125亿美元现金收购摩托罗拉移动通讯，首次踏入硬件制造行业。[24]

## 8月16日
- 法国总统萨科齐和德国总理默克尔在巴黎会晤后表示，希望建立一个真正的欧洲经济政府[25]。

## 8月18日
- 莫斯科时间1点25分用质子-M运载火箭发射的俄罗斯通讯卫星Express-AM4升空后疑失去联系[26][27]。
- 利比亚领导人穆阿迈尔·卡扎菲官邸附近遭到攻击，反对派占据西部补给线重镇塞卜拉塔的控制权[26][28]。
- 美国惠普公司宣布，公司正在考虑拆分个人电脑业务。这家全球最大个人电脑厂商还宣布，将关闭平板电脑和智能手机业务，同时计划斥资100多亿美元收购英国软件公司Autonomy。[29]

## 8月20日
- 朝鲜国防委员长金正日访问俄罗斯，这是他在2002年访问俄罗斯远东地区后时隔9年来对俄的首次访问。[30]
- 埃及政府宣布，为抗议埃及警察在以色列空袭中死亡，违反两国间1979年和平协议，埃及将从以色列召回大使。[31]

## 8月21日
- 在以色列军队为报复巴勒斯坦武装人员渗入以色列发动袭击而向加沙地带发动空袭后，哈马斯同意与以色列恢复停火状态。[32]

## 8月22日
- 利比亚“全国过渡委员会”委员阿卜杜拉·迈胡卜宣布，反对派武装已经控制首都的黎波里，目前正在市内清除卡扎菲残余部队。利比亚反对派官员确认，卡扎菲长子穆罕默德·卡扎菲已向反对派投降，次子赛义夫·卡扎菲被捕。[33]

## 8月23日
- 利比亚反对派全国过渡委员会的武装占领了利比亚革命领导人穆阿迈尔·卡扎菲的权力中心阿齐齐亚兵营。[34]
- 美国纽约州最高法院宣布撤销对国际货币基金组织前总裁多米尼克·斯特劳斯-卡恩在性侵案中的全部刑事指控。[35]
- 奥地利登山女将格琳德·卡尔滕布鲁纳成为世界首位在不使用人工氧气的情况下征服喜马拉雅山脉全部14座8000米以上高峰的女子。[36]
- 金价历史性突破每盎司1900美元。一个月间，国际金价每盎司已经暴涨300多美元。[37]

## 8月25日
- 苹果公司CEO乔布斯宣布辞职，COO蒂姆·库克接任。[38]
- 法国总统萨科齐到访北京，与中国国家主席胡锦涛举行了会晤，并共同出席了晚宴。[39]
- 联合国安全理事会就解冻15亿美元利比亚资产达成一致。[40]
- 阿拉伯国家联盟承认利比亚反对派“全国过渡委员会”为利比亚人民唯一合法代表，将恢復利比亚在阿盟的席位。[41]
- 斯里兰卡总统马欣达·拉贾帕克萨宣布取消紧急状态法。[42]

## 8月26日
- 位于尼日利亚首都阿布贾的联合国机构大楼当天早上发生爆炸。[43]
- 日本首相菅直人宣布辞去民主党代表一职，并承诺在国会选出新首相后辞去首相职务。[44]
- 日本科学家通过研究隼鸟号探测器从小行星丝川上采集回来的岩石样本推测，地球上大部分的陨石来自于此类S-型小行星。[45]

## 8月27日
- 美國職棒大聯盟紐約洋基以單隊單場3支滿貫全壘打（終場比數22比9）打敗奧克蘭運動家，並打破美國職棒大聯盟136年來的紀錄。[46]
- 台灣台大醫院誤將一名艾滋感染者的器官移入5名病人，包括醫護在內共有52人身陷恐懼。這是台灣首次發生器官移植可能導致病患感染愛滋病事件，也是全球第二例此類事件[47][48]。
- 飓风艾琳在美国北卡罗来纳州登陆，造成至少9人死亡。[49]

## 8月28日
- 陈庆炎在27日举行的新加坡总统大选中获胜，当选为下一任新加坡总统。[50]
- 在印度国会通过决议接受社会活动家安纳·哈扎尔提出的打击贪腐的三大关键原则后，安纳·哈扎尔结束了他长达13天的绝食活动。[51]

## 8月29日
- 野田佳彦当选为日本民主党新一任代表，并将接替菅直人成为新一任日本首相。為日本5年來第6位首相，其將面臨後續一長串挑戰。[52][53][54]
- 希臘銀行界消息，為因應嚴重的「主權債務危機」與「經濟衰退」，希臘排名第二、第三的銀行EFG欧洲银行（Eurobank EFG（英语：Eurobank_EFG））和阿尔法银行（阿尔法银行）宣布合併。[55]
- 美國銀行同意出售中國建設銀行131億股，以尋求增資以符合日後的新國際標準，此舉將產生83億美元現款。[56]
- 聯合國糧農組織警告，H5N1禽流感出現突變病毒株，正在亞洲與其他地方散播，禽流感疫情可能再起。[57]

## 8月31日
- 杰里·迈特帕里宣誓就任第20任新西兰总督，接替届满离任的萨蒂亚南德。[58]
- 第68届威尼斯电影节在水城威尼斯的利多岛开幕。[59]